# Astro Awani
Astro Awani – malezyjska stacja telewizyjna o charakterze informacyjnym. Została uruchomiona w 2007 roku.